# Edvard Storm
Edvard Storm (Vågå, 21 agosto 1749 – Copenaghen, 29 settembre 1794) è stato un poeta e pedagogista norvegese naturalizzato danese.

## Biografia
Era figlio di Johan Storm, pastore luterano a Vågå, e della seconda moglie, Ingeborg Birgitta Røring. Trascorse nella canonica di Vågå i primi 12 anni della sua vita, cioè fino al 1756, quando iniziò a frequentare la scuola superiore a Christiania. Nel 1765 sostenne l'esame di ammissione all'Università di Copenaghen, ma vi fu ammesso solo qualche anno dopo. Per un breve periodo svolse la professione di insegnante a Lesja; tornò poi a Vågå e negli anni 1766-1769 rimase nella casa della sua infanzia. Il suo interesse per la natura e per la letteratura si manifestarono in quegli anni ed è possibile che lo abbiano distratto dai suoi studi di teologia: non riuscì infatti a terminare gli studi di teologia intrapresi a Copenaghen, dove si era trasferito nel 1769 e dove risiedette per il resto della vita. 
La nostalgia per la Norvegia gli ispirò molte poesie apparse nella raccolta Adskilligt paa Vers [Molte cose in versi], pubblicata nel 1775 sotto lo pseudonimo di Erland Siverssen; più che queste poesie, gli attirarono l'attenzione del pubblico danese il poemetto Indfødsretten [Cittadinanza] (1778) e Fabler og Fortællinger [Favole e racconti] (1782) dove all'umorismo unisce l'erudizione e l'intento morale. 
Insieme ad altri sedici letterati danesi nel 1786 fondò Selskabet for Efterslægten [Società per le generazioni future] il cui scopo principale era l'istruzione e l'educazione dei bambini. Per l'istruzione dei ragazzi Storm sosteneva, sul modello filantropico illuminista, l'abolizione dello studio delle lingue latina e greca dalle scuole di formazione umanistica. Storm fu nominato direttore della scuola per i ragazzi ed ebbe fra i suoi allievi Adam Oehlenschläger, il poeta romantico danese.

## Opere
- Bræger, 1774.
- Adskilligt paa Vers, 1775.
- Infødsretten, 1778.
- Fabler og Fortællinger i den Gellertske Smag, 1778.
- Samlede Digte, 1785.